# Nór
 (février 2019).
Nór (en vieux norrois : Nórr), également connu sous le nom de Nori, est un roi scandinave légendaire. Il est le fondateur mythique éponyme de la Norvège.
En effet, le mot « Norvège » (en norvégien : Norge) est issu de Nór rige, signifiant « royaume de Nór ».

## Biographie

### Orkneyinga saga
Selon la légende, Gói était la fille du roi Thorri qui régnait sur la Gothie et la Finlande. Celle-ci ayant disparu soudainement, ses frères Nór et Gór partirent à sa recherche pendant plus de trois ans, Gór sur mer et Nór sur terre.
Ce dernier fut conduit par ses courses dans le pays qui depuis a été appelé de son nom « Norvège ». Il assujettit les petits princes de cette contrée et forma de leurs divers États un royaume unique.

### Chronicon Lethrense
La Chronique de Lejre (Chronicon Lethrense) cite le roi Ypper d'Upsala et ses trois fils nommés Dan, qui gouverneraient plus tard le Danemark, Nór (Nori), qui dirigerait la Norvège, et Østen, qui dirigerait la Suède.

## Famille

### Mariage et enfants
De son union avec Hodd Svadisdatter, fille de Svadi, Nór est le père de :
- Raum l'Ancien ;
- Thrand ;
- Gardur.

### Sources
Marie-Nicolas Bouillet  et Alexis Chassang (dir.), « Nor » dans Dictionnaire universel d’histoire et de géographie, 1878 (lire sur Wikisource).